# 異世界 (ジャンル)
フィクション作品における異世界（いせかい）とは、主に2000年代以降の日本のライトノベル、漫画、アニメなどにおけるファンタジー作品の派生ジャンルのひとつ。魔法などが存在する異界（しばしば中世ファンタジー世界）を作品の舞台にすることを特徴とする。
さらなる派生ジャンルとして、主人公その他主要人物が異世界に移動する「異世界転移」（または異世界召喚）、現世で死んでから異世界で生まれ変わる「異世界転生」、異世界の人物に心が乗り移る「異世界憑依」（成り代わり）などがある。

## 概要
物語の類型として、近代人が中世のヨーロッパもしくはそれに似たファンタジー世界にタイムスリップまたは転移し、自分の時代の知識を持ち込むという設定の作品の早い例にマーク・トウェインの『アーサー王宮廷のコネチカット・ヤンキー』（1889年）、C・S・ルイスの『ナルニア国物語』（1950年-1956年）がある。
欧米ファンタジーの影響を受けた異世界召喚ものの嚆矢は高千穂遙『異世界の勇士』（1979年）とみられている。
1976年放送の『ポールのミラクル大作戦』は現実世界と「不思議な世界」と呼ばれる異世界を行き来し、魔王にさらわれたヒロインを取り戻し、魔王を打倒するために冒険を繰り広げる物語である。
1983年放送の『聖戦士ダンバイン』は、異世界に召喚された人間により戦争が激化したことに怒った召喚者により、兵器と関係者が現実世界に放逐され世界規模の戦争が起きるという展開である。
1986年、TVゲーム（ファミコン）ブームによりTVゲームを原作とし、主人公達がゲーム世界で冒険を繰り広げるアニメ作品が出てくる。『スーパーマリオブラザーズ ピーチ姫救出大作戦!』、『Bugってハニー』。
1992年から刊行されている『十二国記』シリーズが累計1000万部を突破する人気作となるなど、異世界ものは継続的に人気を得ているが、今日のジャンルの広がりは、2004年から刊行された『ゼロの使い魔』のヒットから、小説投稿サイト「小説家になろう」にて異世界を舞台とした作品が多数投稿され、そこから書籍化・コミカライズ・アニメ化される作品が増えていったことを発端とする。なお、1994年には聖悠紀がコミック『黄金の戦士』を書いている。
「ヒーロー文庫」「アルファライト文庫」など、事実上の異世界専門レーベルも相次いで創刊され、異世界を舞台にした作品（またはファンタジーもの）の多いジャンルが「なろう系」と呼ばれるようになり、2015年から2016年にかけて募集、選考された「小説家になろう」開催の第4回ネット小説大賞では受賞作が軒並み異世界ものという事態になった。
異世界を題材にした作品があまりにも乱発し、各作品の相違も目立たなくなっているため、これを抑制しようとする動きさえある。2017年にはKADOKAWAのライトノベルレーベル「NOVEL 0」主催の小説コンテストや、文学フリマならびに「小説家になろう」協同主催のコンテストで、（タイトルに「異世界」を含まなくても）「異世界もの」の投稿の禁止が明示されるようになった。また、2018年に『週刊少年ジャンプ』が開催した新人賞「Jスタートダッシュ漫画賞」の投稿作で一番多かったのは主人公がいきなり死亡したり死後の世界から始まるもので、同誌は「衝撃的ではあるが、単に馴染みのない人間（キャラクター）が死んでいる、というだけでは興味を持ってもらいにくいぞ!どんなキャラクターがどんな死に方をするのか、というところまで踏み込んで描写してみよう!!」としている。
異世界転生を競技化し娯楽として観戦するなど、ジャンル自体をパロディ化した作品も発表されている。

## 区別
「小説家になろう」では､「異世界転生」と「異世界転移」を以下のように定義している。
異世界転生
主人公が一度現世で死亡し、前世の記憶を持ち越したまま別の人物（キャラクター）として転生すること。当てはまるものに、『無職転生 〜異世界行ったら本気だす〜』や『私、能力は平均値でって言ったよね!』などがある。前者『無職転生』では転生直後から前世の記憶と意識があるのに対し、後者『私、能力は平均値でって言ったよね!』は成長してから前世を思い出すといった違いも見られる。
異世界転移
何らかの形で異世界へ移動する（または望まず移動させられる）こと。当てはまるものとして元の世界から異世界に召喚されてしまう（『聖戦士ダンバイン』『Re:ゼロから始める異世界生活』など）、現実世界から何らかの人為的な方法で異世界へ移動する（『遥かなる異郷ガーディアン』など）がある。
他にも、「異世界憑依」があり、これは異世界で既に存在している人物の身体に入り込み、現地（異世界）の人物として生きることをさす。
（地球人から見た）異世界から現実世界（地球人の世界）に転移する作品（『はたらく魔王さま!』など）や、何らかの方法で「現実世界」と「異世界」を自由に往復できる作品（『異世界食堂』『異世界居酒屋「のぶ」』など）、異世界で活躍し役割を終えた後で現実世界に戻ってからの後日談を描いた作品（『はぐれ勇者の鬼畜美学』や『異世界おじさん』）も存在する。『十二国記』シリーズのように、複数の人間が異世界へ転移するが、異世界側では人が生まれる前に流されて地球で生まれることがあるという設定もある。また同作品には地球で生まれてしまったが、異世界へ連れ戻される人物も登場する。
その他、『この素晴らしい世界に祝福を!』や『異世界はスマートフォンとともに。』など、現実世界で一度死亡しながらも、人物としての同一性を保ったまま異世界に移動するという作品も存在する。

## 代表的な作品

### タイトルに「異世界」を含む作品
- 異世界居酒屋「のぶ」
- 異世界おじさん
- 異世界食堂
- 異世界薬局
- 無職転生 〜異世界行ったら本気だす〜
- Re:ゼロから始める異世界生活

### タイトルに「異世界」を含まない作品
- 幻夢戦記レダ
- 超時空ロマネスク SAMY MISSING・99
- 魔神英雄伝ワタル
- NG騎士ラムネ&40
- ふしぎ遊戯
- 魔法騎士レイアース
- 天空のエスカフローネ
- この素晴らしい世界に祝福を!
- 転生したらスライムだった件
- 陰の実力者になりたくて!